# Ruská ruleta (pořad)
Ruská ruleta je český komediální televizní cyklus z roku 1994, ve kterém Oldřich Kaiser a Jiří Lábus vždy připravili divadelní scénku v krátkém časovém limitu na náhodně vylosovaný divácký motiv. Pořadem provázel Marek Eben, který měl v čase mezi scénkami krátká vystoupení a také uváděl další pozvané umělce. Pozdější epizody si dva hlavní protagonisté uváděli sami. Cyklus produkovala televize TV NOVA, později CET 21, která také jednotlivé epizody vysílala. Námět napsal Jan Czech, všechny epizody režíroval Viktor Polesný. Cyklus se natáčel až do roku 1998. Volně na něj navazuje autorský televizní pořad Zeměkoule z roku 2000.

## Účinkující
- Jiří Lábus
- Oldřich Kaiser
- Marek Eben
- Marek Vašut
- Miroslav Kořínek
- Jiří Schmitzer
- Lenka Termerová
- Marie Durnová
- Valerie Kaplanová
- František Nedvěd
- Emil Viklický
- Karel Gott
- Antonín Procházka

a další

## Seznam epizod a scének
1994
- 1. Romeo a Julie, Kolaudace bytu, Erotický telefon (premiéra 5. února 1994)
- 2. Poslední akční hrdina, Život je někdy velká náhoda, Porážka v masokombinátu (premiéra 5. března 1994)
- 3. Rozhovor lékaře a nechápajícího pacienta, Starostlivá matka kárající dceru pro pozdní příchod, Konkurs na moderátora (premiéra 3. dubna 1994)
- 4. Plavčík v akci, Milenci v parku, Vypátrání nevěry manželky, Návrat do blázince (premiéra 16. června 1994)
- 5. Vox populi, Odvolání ministra, Křeslo pro hosta (premiéra 5. září 1994)
- 6. První rande chlapce a dívky, Setkání po letech, Rozloučení (premiéra 11. prosince 1994)

1995
- 7. Kaiser a Lábus, Moderátoři TV Nova (premiéra 3. ledna 1995)
- 8. Poslední den života na zemi před světovou katastrofou, Zákazník v erotickém salónu, Učitelka ruštiny zkouší slovíčka (premiéra 28. února 1995)
- 9. Odvykací kúra proti sexu, Prodavačka drogerie a mladík, který si chce koupit pánskou ochranu, ale neví, jak to má říct, Zdravotní sestra, která pomáhá pacientovi při stolici (premiéra 5. prosince 1995)
- 10. Nečekaný příchod domů, Dotěrná moucha, Setkání s tajemnem (premiéra 30. ledna 1996)

1996
- 11. Věštba u kartářky, Detektivní agentura, Ohleduplnost-dobročinnost-takt-skromnost (premiéra 21. května 1996)
- 12. Velké tajemství, První den ve škole, Návštěva (premiéra 17. září 1996)

1997
- 13. Život plný setkání, Bloudění, Kázání trenéra (fotbalového mužstva) o přestávce v kabině (premiéra 28. ledna 1997)
- 14. Opilý tanečník, Ruská ruleta, Láska, Eutanazie (premiéra 11. března 1997)
- 15. Soutěž Riskuj, Maturita, Daňové přiznání (premiéra 22. dubna 1997)
- 16. Skleróza, Baviči na rekreaci, Dva narkomani (premiéra 24. června 1997)
- 17. Galerie, Protialkoholní léčebna, Výhra v loterii (premiéra 3. října 1997)
- 18. Něco ze soukromí O. Kaisera, Tichý společník, Otravný cestující (premiéra 12. prosince 1997)

1998
- 19. Návštěva zoologické zahrady, Heslo, Současné ekonomické problémy (premiéra 18. ledna 1998)
- 20. Bodyguard, Veřejné WC, Detektor lži (premiéra 22. února 1998)
- 21. Televizní pořad Peříčko, Manželé v opeře, Kouření škodí zdraví (premiéra 8. května 1998)
- 22. Sbohem pane profesore, Nemoc z povolání, Otravný houslista (premiéra 3. prosince 1998)

Střihové díly
- Ruská ruleta (premiéra 30. května 1995)
- Ruská ruleta se bude točit až do půlnoci (premiéra 31. prosince 1996)
- Ruská ruleta – Soutěž Riskuj (z 15. dílu), Daňové přiznání (15.), Skleróza (16.), Baviči na rekreaci (16.) (premiéra 7. ledna 1999)
- Ruská ruleta – Dva narkomani (16.), Galerie (17.), Tichý společník (18.), Výhra v loterii (17.), Otravný cestující (18.)  (premiéra 28. ledna 1999)
- Ruská ruleta – Galerie (17.), Protialkoholní léčebna (17.), Výhra v loterii (17.), Otravný cestující (18.), Heslo (19.), Současné ekonomické problémy (19.), Detektor lži (19.) (1999)
- To nejlepší z Ruské rulety – Velké tajemství (12.), První den ve škole (12.), Návštěva (12.) (2001)

## Zajímavosti
- Délka přípravy na improvizované scénky se z počátečních 5 minut ve 3. epizodě zkrátila na 2 minuty a herce bylo při přípravě možno vidět v boční části jeviště.
- Do scének byli několikrát zapojeni i diváci a další umělci.
- Mezi scénkami Marek Eben a Marek Vašut uváděli lekce mimiky podle knihy Stanislava Langera Mimika.[1]